# Chilseok
Chilseok (hangul : 칠석, hanja : 七夕) est un festival traditionnel coréen qui a lieu chaque année le septième jour du septième mois du calendrier lunaire et est originaire du festival chinois Qixi. Pour la météo, Chilseok représente le moment où la chaleur des derniers jours va s'atténuer et où la saison de la mousson va commencer.
Les coréens donnent traditionnellement des offrandes de citrouille frite à la constellation de la Grande Ourse.

## Origine
Cette fête traditionnelle est issue d’une légende du folklore coréen. Cette légende raconte l’histoire d’amour de la fille du roi des cieux Jiknyeo (직녀성), une tisserande, et Gyeonwu (견우성), un berger. Ils tombèrent amoureux au premier regard et le roi accepta sans hésiter leur amour à condition qu’ils ne négligent pas leurs devoirs respectifs.
Cependant, ils étaient si amoureux l’un de l’autre que Jiknyeo (직녀성) arrêta de tisser des vêtements et Gyeonwu (견우성) de garder les moutons et les vaches, oubliant ainsi de respecter la condition imposée par le père de Jiknyeo (직녀성). Leur négligence provoqua une telle colère chez ce dernier qu’il décida de les séparer en les envoyant chacun aux antipodes de la Voie Lactée.
Depuis, ils ne sont autorisés à se voir que le septième jour du septième mois du calendrier lunaire. Jiknyeo (직녀성) et Gyeonwu (견우성) sont les noms coréens des étoiles Véga et Altaïr qui se rapprochent réellement chaque année à cette date à travers la Voie Lactée.
Une des croyances qui résulte de cette légende est que les pluies de cette période de l’année sont les larmes de joie de Jiknyeo (직녀성) et Gyeonwu (견우성), heureux de se retrouver.

## Traditions
L’ensemble des traditions et coutumes réalisées pendant cette période de l’année s’appelle Chilseoknori.
L'une de ces coutumes, appelée «Sweseopoeui», consiste à sécher vêtements et livres au soleil afin d'éliminer l'humidité et de prévenir les mites. Une autre coutume, appelée «Chilseong Gido», veut que les personnes prient devant un autel sur lequel sont déposées des offrandes.